# Cestonionerva punctata
Cestonionerva punctata là một loài ruồi trong họ Tachinidae.